# Sidi Safi
Sidi Safi est une commune de la wilaya de Aïn Témouchent en Algérie.

## Géographie

### Situation
| Mer Méditerranée              | Mer Méditerranée | Sidi Ben Adda            |
| Béni Saf; El Emir Abdelkader; | Sidi Safi        | Sidi Ben Adda; Aïn Tolba |
| El Emir Abdelkader            | Aïn Tolba        | Aïn Tolba                |